# Manu Chao
Manu Chao (ur. 26 czerwca 1961 w Paryżu jako José-Manuel Thomas Arthur Chao) – kompozytor i wykonawca muzyki folk sięgającej korzeniami do muzyki latynoskiej.

## Życiorys

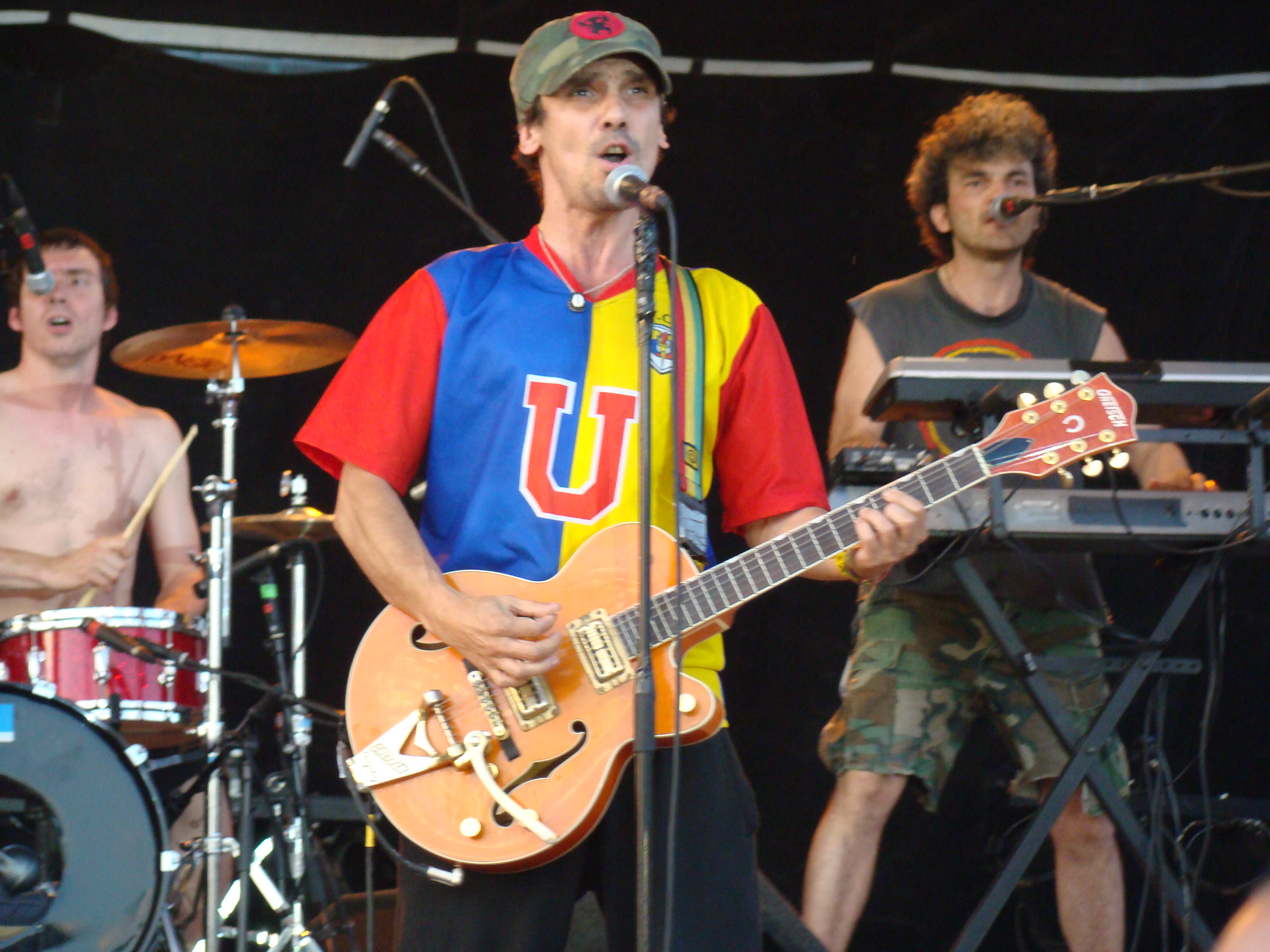
Manu Chao, 2008

Rodzice Manu Chao, z pochodzenia Hiszpanie z Galicji, wyemigrowali do Paryża, uciekając przed reżimem Franco. Manu Chao dorastał na przedmieściach, jako nastolatek zainteresował się grą na gitarze. We wczesnych latach 80. grywał na podwórkach i w knajpach. Pod wpływem muzyki Chucka Berry’ego grał rock’n’roll z hiszpańskimi i francuskimi tekstami. W połowie lat 80. Chao grał w wielu różnych składach. Pierwsze doświadczenia z branżą muzyczną zdobywał wraz z bratem i kuzynem (pierwszy zespół Hot Pants i płyta „Loco Mosquito” oraz Los Carayos – kolektyw undergroundowych zespołów). Zaczął być rozpoznawany podczas współpracy z grupą Mano Negra grającą nieprzerwanie od 1987 do 1994 r. W 1998 r. rozpoczął karierę solową albumem Clandestino z piosenkami śpiewanymi po francusku, hiszpańsku, arabsku, portugalsku i angielsku. Jak sam o sobie mówi, nie ma jednego miejsca, w którym mieszka, i pomimo że ostatnio najwięcej czasu spędza w Brazylii, jego ulubionym miejscem jest Barcelona.
Manu Chao współpracuje z wieloma artystami, nagrywa z nimi wspólnie piosenki, produkuje płyty (m.in. płytę Amadou & Mariam Dimanche à Bamako w 2004 r.).
Manu Chao jest muzykiem związanym ze światową lewicą, a w szczególności z Zapatystowską Armią Wyzwolenia Narodowego. Symbol ruchu, czerwona pięcioramienna gwiazda na czarnym tle, pojawia się na okładkach wielu jego albumów.

## Dyskografia
Albumy studyjne
| Clandestino                             | - Data: 6 października 1998 - Wydawca: Virgin Records          | 1  | – | 9 | 13 | 45 | –  | –  | –  | - CHE: 2x platynowa płyta - FRA: 2x złota płyta - CAN: złota płyta - GER: złota płyta         |
| Próxima Estación: Esperanza             | - Data: 5 czerwca 2001 - Wydawca: Virgin Records               | 1  | 4 | 1 | 2  | 3  | –  | –  | 22 | - CHE: 3x platynowa płyta - FRA: 3x platynowa płyta - USA: platynowa płyta - CAN: złota płyta |
| Siberie m’était contéee                 | - Data: 1 listopada 2004 - Wydawca: Radio Bemba, Because Music | 32 | – | – | –  | –  | –  | –  | –  |                                                                                               |
| La Radiolina                            | - Data: 27 czerwca 2007 - Wydawca: Radio Bemba, Because Music  | 2  | 5 | 1 | 5  | 10 | 71 | 41 | 17 | - CHE: platynowa płyta - USA: złota płyta                                                     |
| „–” oznacza, że album nie był notowany. |                                                                |    |   |   |    |    |    |    |    |                                                                                               |

Albumy koncertowe
| Tytuł                    | Dane dot. albumu                                                   | Pozycja na liście | Pozycja na liście | Pozycja na liście | Pozycja na liście | Pozycja na liście | Sprzedaż                                 |
| Tytuł                    | Dane dot. albumu                                                   | FRA               | GER               | CHE               | AUT               | NLD               | Sprzedaż                                 |
| ------------------------ | ------------------------------------------------------------------ | ----------------- | ----------------- | ----------------- | ----------------- | ----------------- | ---------------------------------------- |
| Radio Bemba Sound System | - Data: 17 września 2002 - Wydawca: Virgin Records                 | 3                 | 32                | 2                 | 16                | 52                | - FRA: 2x złota płyta - CHE: złota płyta |
| Baionarena               | - Data: 19 października 2009 - Wydawca: Radio Bemba, Because Music | 5                 | 36                | 17                | 47                | 71                |                                          |